# Praqpa Kangri
Praqpa Kangri (také Praqpa Ri) je hora vysoká 7 134 m n. m. v pohoří Karákóram v Pákistánem ovládaném území Gilgit-Baltistán.

## Charakteristika
Hlavní vrchol leží 2,33 km jižně od hory Skilbrum a 9,2 km jihozápadně od K2. Vedlejší severní vrchol je vzdálený 790 m směrem na severozápad od hlavního vrcholu. Jeho výška je 7 096 m s promonencí 136 m.
Další vedlejší jižní vrchol se nachází 830 m směrem na jiho-jihovýchod od hlavního vrcholu a dosahuje nadmořské výšky 7 089 m s prominencí 129 metrů.

## Prvovýstup
Na vrchol Praqpa Kangri nebyl proveden výstup.